# Ovansiljan
Ovansiljan är den del av Österdalarna som ligger norr om sjön Siljan.

## Kommuner
- Mora kommun
- Orsa kommun
- del av Ljusdals kommun (Hamra distrikt, Orsa finnmark)
- del av Rättviks kommun (Ore socken)
- del av Älvdalens kommun (Älvdalens socken)

## Socknar
- Mora socken
- Ore socken
- Orsa socken
- del av Los socken (Hamra distrikt, Orsa finnmark)
- Solleröns socken
- Venjans socken
- Våmhus socken
- Älvdalens socken

## Församlingar
- Hamra församling
- Mora församling
- Ore församling
- Orsa församling
- Solleröns församling
- Venjans församling
- Våmhus församling
- Älvdalens församling